# Губина, Мария Михайловна
Мария Михайловна Губина (укр. Марія Михайлівна Губіна; 27 февраля 1927, село Будёновка, Великобурлукский район — 22 марта 1999) — украинская советская деятельница сельского хозяйства, звеньевая совхоза «Красная Волна» в Великобурлукском районе и агроном

 совхозов «Соцнаступ» и «Степок» в Барвенковском районе Харьковской области. Герой Социалистического Труда.

## Биография
Родилась 27 февраля 1927 года в селе Будёновка Великобурлукского района Купянского округа в украинской крестьянской семье. Её отец был хлеборобом и участвовал в Великой Отечественной войне. Работать Мария начала в местном совхозе «Красная Волна». В 1947 году окончила седьмой класс школы и возглавила комсомольско-молодёжное звено совхоза.
В 1947 году совхоз собрал рекордное количество зерновых культур. Особенно большие показатели были в заготовке озимой пшеницы, в частности звено Губиной собрало 35 центнеров зерна с гектара на общей площади в 9 гектаров. За что Президиум Верховного Совета СССР указом от 13 марта 1948 года удостоил Марию Губину звания Героя Социалистического Труда с вручением ордена Ленина и медали «Серп и Молот». Кроме неё, звание героя получили ещё восемь рабочих «Красной Волны», это был директор совхоза Александр Майборода, руководитель первого отдела совхоза Филипп Куценко и звеньевые: Варвара Житник, Екатерина Колесник, Татьяна Лидовская, Пелагея Олейник, Анна Пасмур и Варвара Сиренко. В том же году звено Губиной вновь получило большие показатели, собрав 32 центнера пшеницы с гектара на общей площади в 30 гектаров.
Труд в сельском хозяйстве сочетала с общественной деятельностью на уровне села и района, в 1949 году была избрана делегатом XIV съезда ЛКСМ Украины. Также училась в Харьковском сельскохозяйственном институте им. В. В. Докучаева, который окончила по специальности «агрономия». Переехала в село Африкановка Барвенковского района, где работала агрономом-семёноводом в совхозах «Соцнаступ» и «Степок». В 1958 году стала членом КПСС.
Также писала стихи, эпитафию на могиле отца перепечатал в своей книге «Алтарь без божества» журналист Геннадий Пискарев. Он же характеризовал Марию Губину как мудрую женщину, так как она много внимания уделяла преемственности и связи поколений. Для этого она проводила беседы как со своими внуками, так и школьниками местной школы.
Умерла Мария Михайловна Губина 22 марта 1999 года и была похоронена в селе Африкановка.

## Награды
- Герой Социалистического Труда (13.03.1948)[3]
- орден Ленина (13.03.1948)[3]
- медаль «Серп и Молот» (13.03.1948)[3]